# 欣岑巴赫
欣岑巴赫是奥地利上奥地利州埃弗丁县的一个市镇。总面积14.6平方公里，总人口1933人，人口密度132.4人/平方公里（2005年）。